# Рассоховатая (Хмельницкая область)
Рассоховатая (укр. Розсохувата) — село в Летичевском районе Хмельницкой области Украины.
Население по переписи 2001 года составляло 92 человека. Почтовый индекс — 31524. Телефонный код — 3857. Занимает площадь 0,575 км². Код КОАТУУ — 6823087006.
В селе родился Герой Советского Союза Никита Печенюк.

## Местный совет
31524, Хмельницкая обл., Летичевский р-н, с. Ялиновка, ул. Октябрьская, 14/а